# Džigr

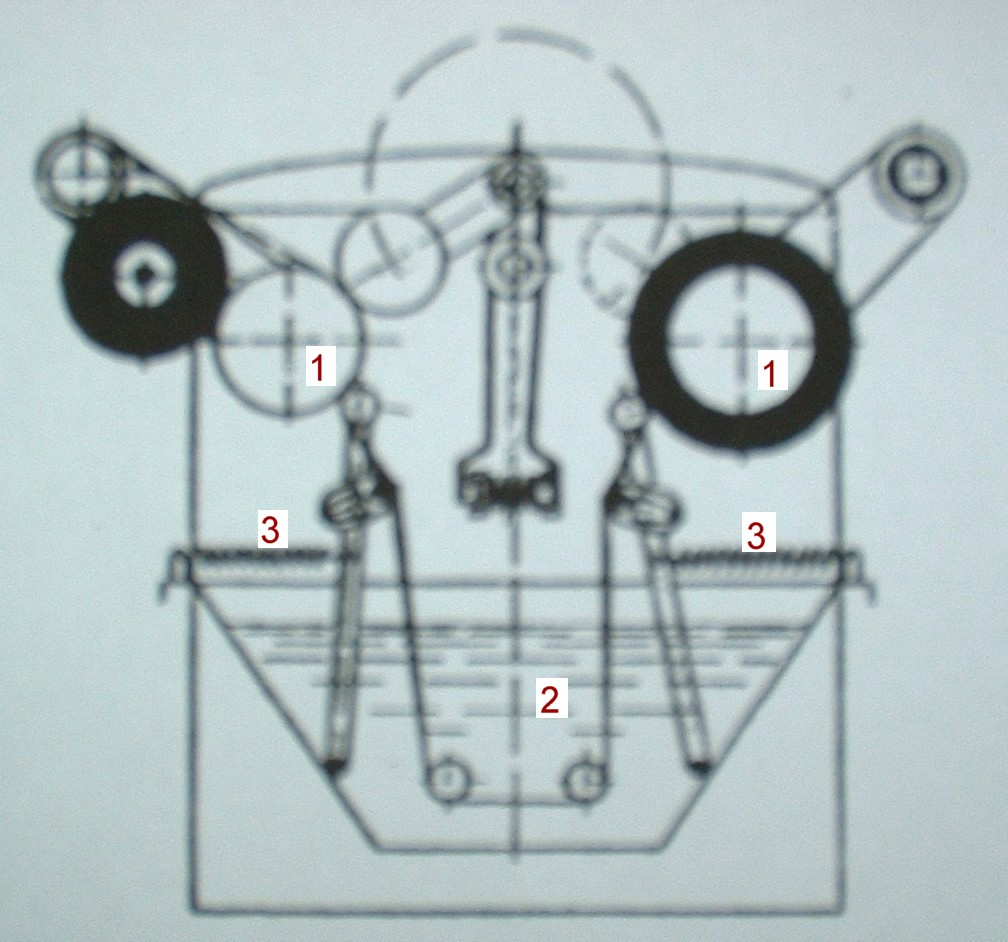
Schéma džigru s regulací napětí tkaniny

Džigr (anglicky dyeing jigger, německy Färbejigger) je jeden z nejstarších strojů k zušlechťování textilií. Používá se na předúpravu, barvení a praní tkanin za široka.
Schematický nákres (vpravo) znázorňuje hlavní části a funkci džigru:
Tkanina se střídavě převinuje z jednoho válce (1) na druhý a při tom prochází zušlechťovací lázní (2). Napětí textilie se během převíjení reguluje (3) v rozmezí 0–100 kg.
Vana s chemikálií má obsah až 500 l, teplota může dosáhnout 140 °C. Na jednu dávku se zpracovává až 5000 metrů tkaniny, která se převíjí rychlostí do cca 150 m/min., proces se 6 až 12krát opakuje.
Džigry se většinou konstruují jako univerzální stroje pro lehké i těžké tkaniny z bavlny a syntetických vláken v šířce do 320 cm.

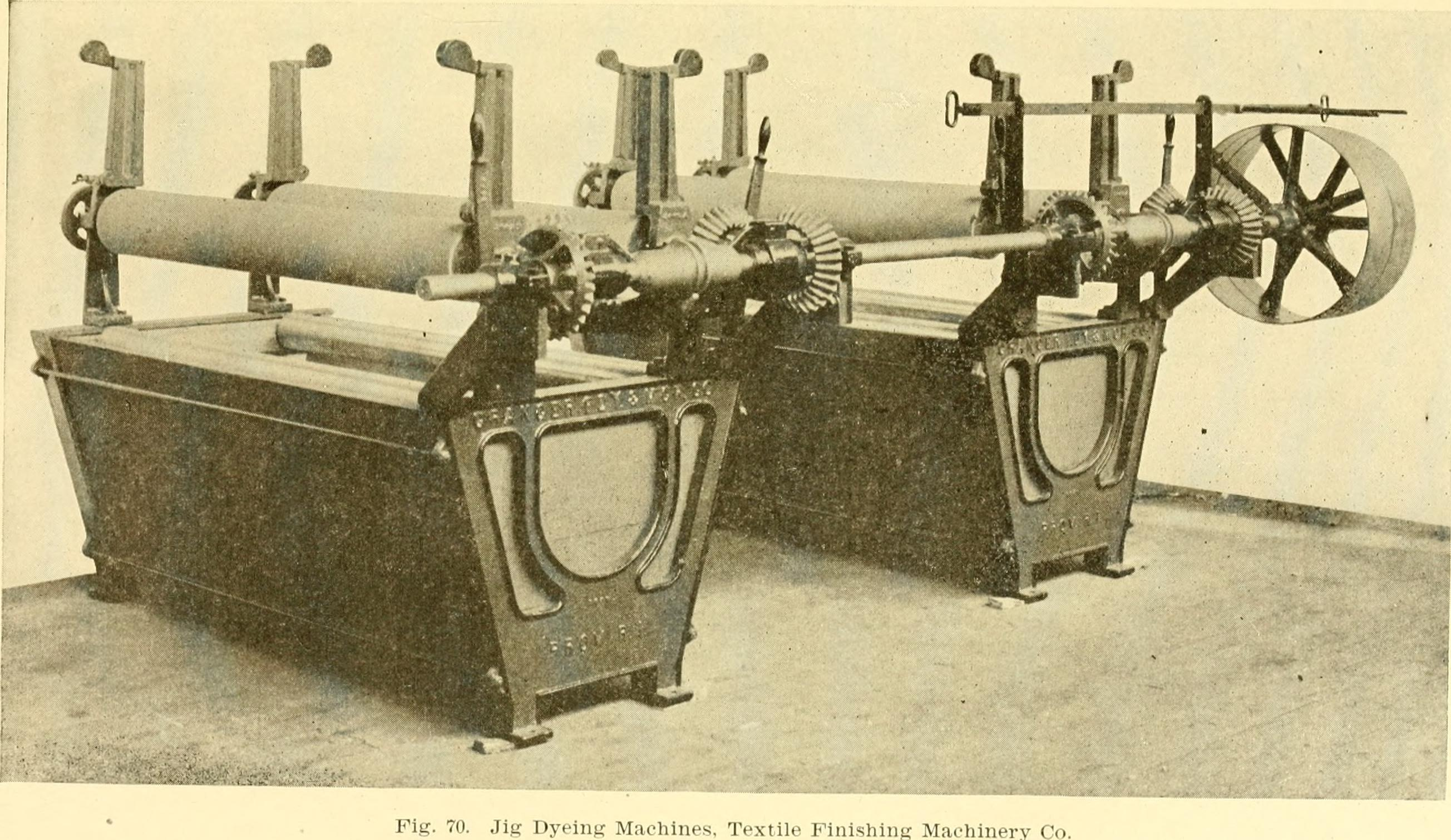
Džigry se společným pohonem (USA 1907)